# Mineralwells (Virginia Occidental)
Mineralwells es un lugar designado por el censo ubicado en el condado de Wood en el estado estadounidense de Virginia Occidental. En el Censo de 2010 tenía una población de 1950 habitantes y una densidad poblacional de 486,06 personas por km².

## Geografía
Mineralwells está ubicado en las coordenadas 39°10′52″N 81°30′50″O / 39.18111, -81.51389. Según la Oficina del Censo de los Estados Unidos, Mineralwells tiene una superficie total de 4.01 km², de la que 3.97 km² corresponden a tierra firme y (0.97%) 0.04 km² son agua.

## Demografía
Según el censo de 2010, había 1950 personas residiendo en Mineralwells. La densidad de población era de 486,06 hab./km². De los 1950 habitantes, Mineralwells estaba compuesto por el 96.87% blancos, el 0.87% eran afroamericanos, el 0.1% eran amerindios, el 0.46% eran asiáticos, el 0% eran isleños del Pacífico, el 0.05% eran de otras razas y el 1.64% pertenecían a dos o más razas. Del total de la población el 0.77% eran hispanos o latinos de cualquier raza.